# Ukrainisches Haus
Das Ukrainische Haus (ukrainisch Український дім/Ukraiinskyj dim) in Kiew ist das größte Kulturhaus der Ukraine.
Das Staatsunternehmen „Zentrum für geschäftliche und kulturelle Zusammenarbeit – Ukrainisches Haus“, so die offizielle Bezeichnung, liegt am Chreschtschatyk Nr. 2 am Europäischen Platz im Rajon Schewtschenko im Zentrum Kiews.

## Verwendung
Im fünfgeschossigen Kulturzentrum mit einer gesamten Gebäudefläche von 17.550 m² werden große Kunstausstellungen, Kongresse, Tagungen, internationale und nationale Wettbewerbe, Festivals, Konzerte klassischer und moderner Musik durchgeführt.

## Geschichte
Der Vorgängerbau war ein nach Plänen des Kiewer Architekten Andrei Iwanowitsch Melenski zwischen 1802 und 1805 aus Holz erbautes klassizistisches Theatergebäude. Dieses erste Kiewer Theater wurde 1851 wegen Baufälligkeit abgerissen.
Das heutige Gebäude  wurde zwischen 1978 und 1982 vom Architektenteam um Wadym Iwanowytsch Hopkalo erbaut und am 26. Mai 1982 eröffnet. Es war bis 1993 ein Museum und ab dem 2. April 1993 wurde es zum Kulturzentrum umfunktioniert. Die Architekten erhielten 1985 für den Bau des Hauses den Taras-Schewtschenko-Preis.
Während des Euromaidan diente das Haus bis zu seiner Stürmung in der Nacht vom 25. auf den 26. Januar 2014 als Hauptquartier der Protestler. In diesem Zeitraum wurden die hier eingelagerten Sammlungen des Historischen Museums der Stadt Kiew teilweise geplündert.